# Rawa (Pidie)
Rawa is een bestuurslaag in het regentschap Pidie van de provincie Atjeh, Indonesië. Rawa telt 2345 inwoners (volkstelling 2010).